# Stefano Colonna
Pour les articles homonymes, voir Colonna.
Stefano Colonna l'Ancien (1265 - vers 1348), fils de Giovanni Colonna, créé comte de Romagne par Nicolas IV en 1290, se rattacha au parti des Guelfes, qu'avait combattu sa famille, et en fut le chef à Rome jusqu'en 1347, époque à laquelle il fut chassé de cette ville par Cola di Rienzo. 
Son fils, Giacomo Colonna, évêque de Lombez, fut l'ami et le protecteur de Pétrarque.